# Loxogramme parallela
Loxogramme parallela är en stensöteväxtart som beskrevs av Edwin Bingham Copeland. Loxogramme parallela ingår i släktet Loxogramme och familjen Polypodiaceae. Inga underarter finns listade.